# Danijel Galić
Danijel Galić (ur. 14 kwietnia 1987 w Sarajewie) – chorwacki siatkarz, gra na pozycji przyjmującego, reprezentant Chorwacji. Obecnie występuje w indonezyjskiej drużynie Palembang Bank Sumsel Babel.

## Sukcesy klubowe
Puchar Chorwacji:
- 2005, 2006, 2008, 2009

Mistrzostwo Chorwacji:
- 2006, 2007, 2008, 2010
- 2005, 2009

Puchar Challenge:
- 2010

Superpuchar Włoch:
- 2010

Puchar Włoch:
- 2011

Mistrzostwo Włoch:
- 2011

Superpuchar Hiszpanii:
- 2014

Puchar Hiszpanii:
- 2015

Mistrzostwo Hiszpanii:
- 2015

Puchar Tunezji:
- 2016

Mistrzostwo Tunezji:
- 2016

Mistrzostwo Korei Południowej:
- 2017

Puchar Mistrza:
- 2017

Mistrzostwo Argentyny:
- 2018

## Sukcesy reprezentacyjne
Liga Europejska:
- 2013